# Беллесбумпром

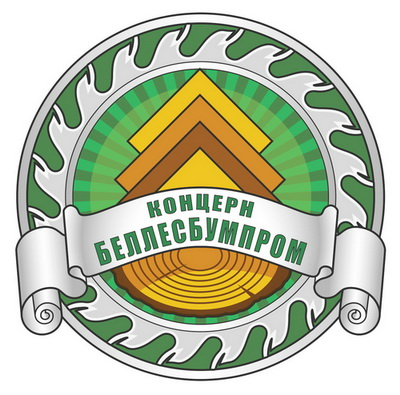
Эмблема Беллесбумпрома

Беллесбумпром (полное название — Белорусский производственно-торговый концерн лесной, деревообрабатывающей и целлюлозно-бумажной промышленности) — государственный отраслевой концерн Республики Беларусь, объединяющий предприятия лесопромышленного комплекса.

## История
Концерн создан в 1998 году путём реорганизации отраслевой структуры для повышения эффективности управления предприятиями лесного хозяйства и деревообрабатывающей промышленности. Находится в подчинении Правительства Республики Беларусь.

## Структура и деятельность
- По состоянию на 2024 год концерн объединяет 61 предприятие[1].
- Объём реализованной продукции 4 532 млрд руб[1].
- Прибыль от реализации 72 млрд руб[1].
- Рентабельность 10,3 %[1].

Основные направления деятельности:
- Деревообработка (производство пиломатериалов, фанеры, ДСП, ДВП)
- Целлюлозно-бумажная промышленность (выпуск бумаги, картона, упаковочных материалов)
- Мебельное производство
- Торговая сеть (68 магазинов в Беларуси и 10 зарубежных торговых домов)

## Экономические показатели
- Численность персонала: свыше 52 тысяч сотрудников
- География экспорта: продукция поставляется в более чем 60 стран, включая Россию, Китай и страны ЕС
- Доля в ВВП Беларуси: обеспечивает около 3 % промышленного производства страны (данные 2020-х годов)

## Руководство
- Председатель: ПШЁННЫЙ Александр Александрович